# Kalevi Pyörälä
Pertti Kalevi Pyörälä, född 24 april 1930 i Saarijärvi, död 13 februari 2023 i Kuopio, var en finländsk läkare.
Pyörälä blev medicine och kirurgie doktor 1965, specialist i inre medicin 1961 och i kardiologi 1965. Han verkade 1969–1975 som biträdande professor i inre medicin vid Helsingfors universitet och 1975–1993 som professor vid Kuopio universitet samt 1976–1993 som överläkare vid medicinska kliniken vid Kuopio universitetssjukhus. År 1982 utnämndes han till ledamot av Finska Vetenskapsakademien.
Han har bedrivit ett omfattande forskningsarbete kring hjärt-kärlsjukdomar och diabetes samt dessa sjukdomars epidemiologi. Han har innehaft ett flertal såväl nationella som internationella förtroendeuppdrag. 1980–1996 var han medlem av Världshälsoorganisationens expertpanel för kardiovaskulära sjukdomar.

## Utmärkelser
- Riddartecknet av I klass av Finlands Vita Ros’ orden,  1980[3]
- Kommendörstecknet av Finlands Lejons orden,  1988[3]

[Redigera Wikidata]